# Cliffhanger (película)
Cliffhanger (titulada Máximo Riesgo en España y Riesgo total en Hispanoamérica) es una película estadounidense de acción de 1993 dirigida por Renny Harlin y protagonizada por Sylvester Stallone y John Lithgow. 
Stallone interpreta a un alpinista que se ve envuelto en el fallido robo millonario al avión del Departamento del Tesoro de los Estados Unidos, que volaba a través de las Montañas Rocosas.

## Trama
Mientras un grupo de alpinistas cruzan una cornisa a más de 1.200 metros de altura, el equipo de la joven Sarah falla y queda pendiendo de un cable, por lo que Gabe Walker (Sylvester Stallone) intenta una arriesgada hazaña para salvarle la vida. Gabe logra aproximarse a Sarah, que es la prometida de su mejor amigo Hal Tucker (Michael Rooker), y sostenerla justo antes de caer al vacío, pero por el peso de Sarah sostenido solo con el brazo de Gabe y el resbaladizo guante, ella resbala, cayendo inevitablemente al precipicio. Casi un año después, Gabe vuelve a las montañas solamente para recuperar a su antigua novia, la guardabosques Jessie Deighan (Janine Turner), también amiga de Hal y la fallecida Sarah. Al escuchar la noticia de que unas personas se encuentran perdidas en las montañas y necesitan ayuda, Jessie le pide a Walker que vuelva a la misma cordillera a rescatar al grupo de gente que se estrelló en un avión.
El grupo de gente resulta ser un grupo de violentos ladrones dirigidos por Eric Qualen (John Lithgow) que en un intento fallido por transferir $100 millones de dólares de un McDonnell Douglas DC-9 secuestrado a un Lockheed Jetstar, aterrizan forzosamente en las montañas de Denver, perdiendo varias maletas con dinero en las montañas circundantes. Al pedir ayuda por radio, Hal contesta la llamada y es acompañado por su antiguo amigo Gabe, a quien Hal sigue culpando por la muerte de su prometida Sarah. Qualen y sus hombres tienen un dispositivo de rastreo de alta tecnología que les muestra las localizaciones de las tres maletas con el dinero perdido, pero necesitan la ayuda de los expertos para viajar a través de las montañas, por lo que secuestran a Gabe y a Hal convirtiéndolos en sus guías. Obligado a escalar una pared de roca en medio de una tormenta de nieve, Gabe roba una maleta con parte del dinero y escapa. Gabe sabe que Qualen matará a Hal tan pronto como tenga el dinero restante, por lo que intentará llegar al dinero antes que sea demasiado tarde.

## Reparto
- Sylvester Stallone como Gabe Walker, un alpinista profesional. A raíz de la muerte de la novia de su compañero Hal, Walker renuncia a escalar.
- John Lithgow como Eric Qualen, el líder de un grupo de ladrones, intenta robar 100 millones de dólares.
- Michael Rooker como Hal Tucker, compañero de Walker, al que culpa de la muerte de su novia.
- Janine Turner como Jessie Deighan, es la pareja sentimental de Walker, además de rescatista en las montañas.
- Rex Linn como Richard Travers, un agente del Tesoro corrupto que trabaja con Qualen.
- Caroline Goodall como Kristel, además de pertenecer al grupo de Qualen, también es la pareja de este.
- Ralph Waite como Frank, un veterano piloto de helicópteros que trabaja con los rescatistas.
- Leon Robinson como Kynette, miembro del grupo de Qualen.
- Craig Fairbrass como Delmar, miembro del grupo de Qualen.
- Gregory Scott Cummins como Ryan, miembro del grupo de Qualen.
- Denis Forest como Heldon, miembro del grupo de Qualen.
- Max Perlich como Evan, aficionado al paracaidismo.
- Trey Brownell como Brett, aficionado al paracaidismo.
- Paul Winfield como Walter Wright, miembro del tesoro, el superior de Travers.

## Datos de la producción
Carolco había firmado originalmente a Sylvester Stallone para aparecer con John Candy en una comedia vecinal dirigida por John Hughes llamada Bartholomew Vs. Neff. Descartado dicho proyecto, Stallone se ligó a dos proyectos más de la misma productora. El primero era una cinta de horror y ciencia ficción llamada Isobar, cuya trama narraba la historia de un monstruo creado genéticamente, quien aterroriza una línea de tren bala. Ridley Scott y Roland Emmerich fueron las principales opciones para dirigir el proyecto que contaba con $90 millones de dólares de presupuesto y Kim Basinger como coprotagonista. El segundo proyecto de Carolco era la cinta de acción y desastre natural titulada Gale Force. Descrita como "Die Hard en un huracán", Renny Harlin fue la principal opción para dirigir, y Stallone interpretaría a un Navy SEAL retirado que combatiría a unos piratas que atacaban una costa de Estados Unidos.  
Tres escritores alegaron que Cliffhanger era su idea. Para evitar problemas, se les pagó $250 mil dólares a cada uno para abandonar el caso. 
Las escenas más impresionantes de la película fueron rodadas en la zona de Cortina d'Ampezzo de los Alpes Dolomitas en Italia. Además el rodaje tuvo lugar en Durango, Colorado.
Cliffhanger está en el Libro Guinness de récords mundiales por la acrobacia aérea más costosa de realizar. El doble de riesgo Simon Crane cobró un millón de dólares para realizar la escena de la transferencia aérea, donde cruzó entre dos aviones, a una altitud de 4.572 metros.

## Recepción
La película fue un gran éxito, recaudando más de $250 millones de dólares en todo el mundo.

## Lanzamientos
| País                                                                          | Fecha de estreno                 |
| ----------------------------------------------------------------------------- | -------------------------------- |
| Alemania                                                                      | Jueves 29 de julio de 1993       |
| Argentina                                                                     | Jueves 2 de septiembre de 1993   |
| Australia                                                                     | Jueves 8 de julio de 1993        |
| Austria                                                                       | Viernes 30 de julio de 1993      |
| Bélgica                                                                       | Miércoles 6 de octubre de 1993   |
| Belice · Costa Rica · El Salvador · Guatemala · Honduras · Nicaragua · Panamá | Viernes 18 de junio de 1993      |
| Bolivia                                                                       | Jueves 5 de agosto de 1993       |
| Brasil                                                                        | Viernes 30 de julio de 1993      |
| Bulgaria                                                                      | Viernes 1 de abril de 1994       |
| Chile                                                                         | Jueves 9 de septiembre de 1993   |
| Colombia                                                                      | Jueves 1 de julio de 1993        |
| Corea del Sur                                                                 | Sábado 12 de junio de 1993       |
| Croacia                                                                       | Jueves 17 de febrero de 1994     |
| Dinamarca                                                                     | Viernes 2 de julio de 1993       |
| Ecuador                                                                       | Miércoles 28 de julio de 1993    |
| Egipto                                                                        | Lunes 18 de octubre de 1993      |
| Eslovenia                                                                     | Jueves 24 de marzo de 1994       |
| España                                                                        | Viernes 17 de septiembre de 1993 |
| Estados Unidos · Canadá                                                       | Viernes 28 de mayo de 1993       |
| Filipinas                                                                     | Miércoles 11 de agosto de 1993   |
| Finlandia                                                                     | Viernes 2 de julio de 1993       |
| Francia                                                                       | Miércoles 6 de octubre de 1993   |

| País                         | Fecha de estreno                 |
| ---------------------------- | -------------------------------- |
| Grecia                       | Viernes 5 de noviembre de 1993   |
| Hong Kong                    | Jueves 17 de junio de 1993       |
| Hungría                      | Jueves 15 de julio de 1993       |
| India                        | Viernes 7 de enero de 1994       |
| Indonesia                    | Martes 29 de junio de 1993       |
| Israel                       | Viernes 2 de julio de 1993       |
| Italia                       | Viernes 29 de octubre de 1993    |
| Jamaica                      | Miércoles 23 de junio de 1993    |
| Japón                        | Sábado 4 de diciembre de 1993    |
| Líbano                       | Viernes 23 de julio de 1993      |
| Malasia                      | Jueves 24 de junio de 1993       |
| México                       | Viernes 25 de junio de 1993      |
| Noruega                      | Jueves 8 de julio de 1993        |
| Nueva Zelanda                | Viernes 2 de julio de 1993       |
| Países Bajos                 | Jueves 24 de junio de 1993       |
| Perú                         | Jueves 12 de agosto de 1993      |
| Polonia                      | Viernes 22 de octubre de 1993    |
| Portugal                     | Viernes 3 de septiembre de 1993  |
| Reino Unido Irlanda          | Viernes 25 de junio de 1993      |
| República Checa · Eslovaquia | Jueves 25 de noviembre de 1993   |
| República Dominicana         | Jueves 16 de septiembre de 1993  |
| Rumania                      | Viernes 28 de enero de 1994      |
| Singapur                     | Jueves 3 de junio de 1993        |
| Sudáfrica                    | Viernes 18 de junio de 1993      |
| Suecia                       | Viernes 2 de julio de 1993       |
| Suiza                        | Viernes 8 de octubre de 1993     |
| Tailandia                    | Sábado 5 de junio de 1993        |
| Taiwán                       | Sábado 26 de junio de 1993       |
| Turquía                      | Viernes 14 de enero de 1994      |
| Uruguay                      | Viernes 10 de septiembre de 1993 |
| Venezuela                    | Miércoles 7 de julio de 1993     |

## Premios
- Premios Óscar (1993): 3 nominaciones al Óscar: Mejor sonido, efectos de sonido, efectos visuales
- Academia Japonesa (1993): Nominada Mejor Película Extranjera
- Premios Razzie (1993): 4 nominaciones